# 将口站
将口站是一个横南线上的铁路车站，位于福建省建阳市将口镇，建于1997年，目前为四等站，邮政编码为354215。目前仅办理货运：办理整车货物发到。